# Lawrence Olivier
Pour les articles homonymes, voir Olivier (homonymie).
Pour l'acteur britannique, voir Laurence Olivier.
Lawrence Olivier est professeur de science politique à l'Université du Québec à Montréal, spécialiste de l'œuvre de Michel Foucault, ainsi que de la méthodologie et de la pédagogie en sciences sociales.

### Essais
- Michel Foucault : Penser au temps du nihilisme, Éditions Liber, 1995.
- Le savoir vain : Relativisme et désespérance politique, Éditions Liber, 1998.
- Contre l’espoir comme tâche politique. Suivi de Critique radicale : Essai d’impolitique, Montréal, Éditions Liber, 2004.
- Détruire : la logique de l'existence, Montréal, Éditions Liber, 2008.
- Langage et absurde. Pour une Sémiotique In-Signe, Montréal, Éditions Liber, 2011.
- Suicide et politique: La révolte est-elle honorable ?, Montréal, Éditions Liber, 2014.

### Méthodologie
- L'élaboration d'une problématique de recherche : sources, outils et méthode, avec Guy Bédard et Julie Ferron, Éditions L'Harmattan, 2005.
- Argumenter son mémoire ou sa thèse, avec Jean-François Payette, Presses de l'Université du Québec, 2010.

### Livres collectifs
- Épistémologie de la science politique, avec Guy Bédard et Jean-François Thibault, Presses de l'Université du Québec, 1998.
- La politique par le détour de l'art, de l'éthique et de la philosophie, avec Lucille Beaudry, Presses de l'Université du Québec, 2001.
- À chacun sa quête : essais sur les nouveaux visages de la transcendance, avec Yves Boisvert, Presses de l'Université du Québec, 2001.
- Enseigner les sciences sociales : expériences de pédagogie universitaire, avec Stéphane La Branche, Éditions L'Harmattan, 2004.
- Camus, nouveaux regards sur sa vie et son œuvre, avec Jean-François Payette, Presses de l'Université du Québec, 2007.
- Vous avez dit terrorisme!, avec Jean-François Payette, Fides, 2011.

### Articles
- « Michel Foucault : problématique pour une histoire de l’homosexualité », avec Roger Noël, texte en ligne, 1994.
- « Michel Foucault : théorie et pratique. Réflexion sur l'expérience politique », Revue québécoise de science politique, no  25, texte en ligne, 1994.
- « Michel Foucault, éthique et politique », Politique et Sociétés, no  29, texte en ligne, 1996.
- « Égalité et humanité : le système moral de la démocratie », avec Yves Poirier, Politique et Sociétés, vol. 16, no  3, texte en ligne, 1997.